# NGC 6860
NGC 6860 (również PGC 64166) – galaktyka spiralna (Sb), znajdująca się w gwiazdozbiorze Pawia. Odkrył ją 11 sierpnia 1836 roku John Herschel. Należy do galaktyk Seyferta typu 1.